# Leukokorie

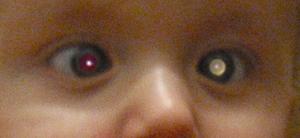
Typische Leukokorie bei einem Kind mit Retinoblastom

Als Leukokorie (von altgriechisch λευκός leukós „weiß“ und altgriechisch κόρη kórē „Pupille“) (Synonym: amaurotisches Katzenauge) bezeichnet man ein weißliches Aufleuchten der Pupille. Dies kann bei Betrachtung des Auges mit einem Augenspiegel oder auch auf einem Foto mit Blitzlicht in Erscheinung treten. Bei einer Leukokorie wird das einfallende Licht nicht wie beim gesunden Auge von der Netzhaut mit der darunterliegenden Aderhaut reflektiert, sondern von krankhaft veränderten Strukturen. Dadurch kommt es zu einer weißlich-gelblichen Reflexion des Lichts.
Eine Leukokorie kann bereits im Säuglingsalter, aber auch zu jedem späteren Zeitpunkt auftreten. Sie bedarf einer sofortigen diagnostischen Abklärung, weil sie in über 50 % der Fälle mit einem Retinoblastom einhergeht. Weitere mögliche Ursachen sind ein grauer Star, ein hyperplastischer primärer Glaskörper, eine Retinopathia praematurorum, ein Norrie-Syndrom oder Morbus Coats, Kolobome der Ader- oder Netzhaut sowie markhaltige Nervenfasern.
Eine Aufhellung des Pupillenfarbtones entsteht auch bei einem schielenden Kind, bedingt durch den Reflex von extrafovealen Netz- und Aderhautbereichen. Die entsprechende Untersuchung wird Brückner-Test genannt.